# 卢齐娜·朗格尔
卢齐娜·朗格尔（波蘭語：Lucyna Langer，1956年1月9日—），波兰女子田径运动员，主攻跨栏。她曾代表波兰参加1980年夏季奥林匹克运动会田径比赛，获得女子100米栏铜牌。